# Lotte Engels
Lotte Engels (* 2009 in Köln) ist eine deutsche Schauspielerin.

## Karriere
Lotte Engels wurde 2022 für die Hauptrolle in dem Kinderfilm Kannawoniwasein!, der Verfilmung des Kinderbuches Kannawoniwasein! Manchmal muss man einfach verduften des deutschen Schriftstellers Martin Muser gecastet. 2023 spielte sie die Rolle der jahrhundertealten Vampirin Xandra, die in einem kindlichen Körper gefangen ist, in der 2024 veröffentlichten Fernseh-Miniserie Love Sucks. 

## Filmografie
- 2022: Kannawoniwasein!
- 2024: Love Sucks (Fernsehserie)